# Air Sicilia
Air Sicilia war eine italienische Fluggesellschaft mit Sitz in Catania und Basen auf dem Flughafen Catania und auf dem Flughafen Palermo.
Sie operierte von 1994 bis 2001.

## Geschichte
Die Fluggesellschaft nahm den Betrieb 1994 mit dem Ziel auf, das Monopol von Alitalia auf Sizilien zu brechen und den Luftverkehr auf Sizilien anzukurbeln. 
Im August 1995 stellte das Unternehmen mit 398 Flugstunden und sechs Besatzungen den monatlichen Flugrekord für Turboprop-Flugzeuge in Italien auf.
Die Fluggesellschaft geriet schnell in finanzielle Schwierigkeiten. Die ENAC entzog ihr zwei Mal vorübergehend die Fluglizenz. Im Januar 2002 wurde die Situation unhaltbar und die Fluggesellschaft musste den Flugbetrieb endgültig einstellen. Ein Jahr später meldete sie Insolvenz an. Gegen den Eigentümer Luigi Crispino wurde daraufhin wegen betrügerischer Insolvenz ermittelt.
Ihr Nachfolger 2003 war Wind Jet, die 2013 wiederum den Betrieb einstellte.

## Flugziele
Die Fluggesellschaft flog Ziele im Inland an, darunter zum Beispiel Pantelleria, Lampedusa, Rom und Mailand.

## Flotte
| Flugzeug                | Anzahl |
| ----------------------- | ------ |
| Boeing 737-200          | 3      |
| McDonnell Douglas MD-87 | 1      |
| ATR 42                  | 5      |
| Fokker F28              | 1      |